# Памятник А. С. Пушкину (Орёл)
Памятник А. С. Пушкину — памятник русскому поэту и прозаику, основоположнику современного русского литературного языка.

## Описание
В мае 1829 года проездом из Москвы на Кавказ, направляясь на военную службу в армию генерала Паскевича для участия в Русско-турецкой войне, Пушкин, сделав лишних двести вёрст, заехал в Орёл, чтобы повидаться с генералом А. П. Ермоловым. В честь 200-летия со дня рождения А. С. Пушкина 6 июня 1999 года был открыт памятник великому поэту. Бронзовый бюст установлен на ионической колонне, окружённой полукруглыми скамьями из плит чёрного гранита. Автор данной скульптурной композиции и самого проекта — орловский скульптор В. Ф. Михеев.